# Tacking Point Lighthouse
Tacking Point Lighthouse ist der dreizehntälteste Leuchtturm in Australien. Er wurde 1879 auf der felsigen Landspitze Tacking Point, die acht Kilometer südlich von Port Macquarie liegt, von Shepherd und Joseph William Mortley errichtet. Der Entwurf stammte vom Architekten James Barnet. Der Leuchtturm wird von der Australian Maritime Safety Authority betrieben und ist vom National Trust of Australia als Denkmal klassifiziert.
Die nächsten Leuchttürme sind Smoky Cape Lighthouse in South West Rocks im Norden und Crowdy Head Light im Süden.
Die Verwaltung des Leuchtturms teilen sich drei Regierungsbehörden: Das New South Wales Department of Lands besitzt den Leuchtturm, die Roads and Maritime Services betreiben das Leuchtfeuer, und das Port Macquarie-Hastings Council verwaltet das Grundstück um den Leuchtturm.

## Geschichte

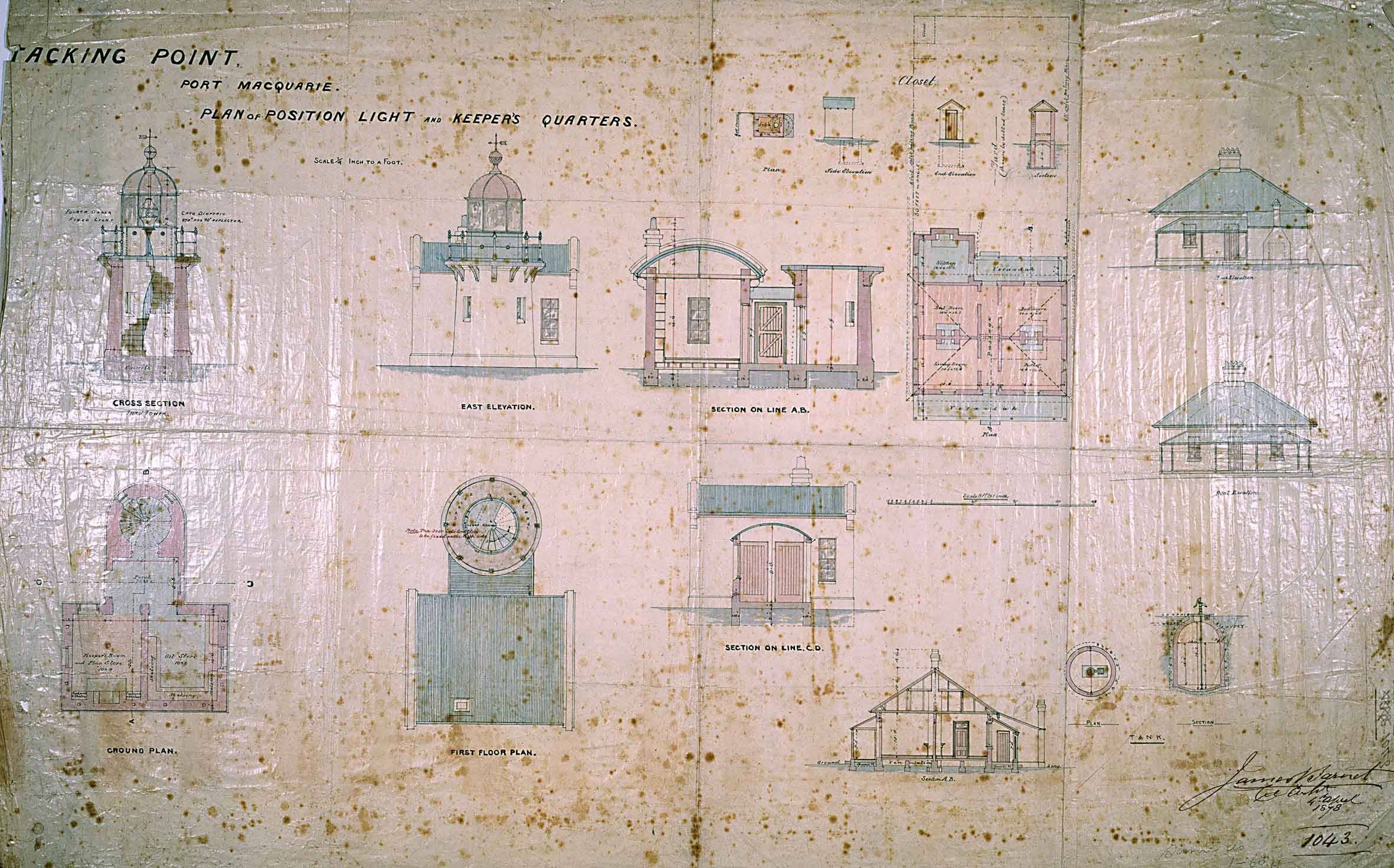
Originalpläne von James Barnet (1878)

Tacking Point wurde von Matthew Flinders 1802 während seiner Umsegelung von Australien benannt. Er entschied sich, hier der Küste nicht näher zu kommen, wendete sein Schiff (engl. „tack“ = Wende) und benannte die Landmarke entsprechend.
Mitte des 19. Jahrhunderts gab  es nur wenige Leuchttürme in der Gegend und über 20 Schiffe liefen auf Grund. Die erste Havarie erfolgte im Dezember 1823, als der Schoner Black Jack auf das Port Macquarie-Riff lief. In der Folge wurde 1879 ein festes Spiegellinsen-Feuer mit einer Helligkeit von weniger als 1000 cd auf Tacking Point errichtet.
Es war der vierte von insgesamt fünf Leuchttürmen, die nach einem Entwurf von James Barnet erbaut wurden. Die anderen vier waren Crowdy Head Light, Fingal Head Light, Richmond River Light und Clarence River Light (mittlerweile abgerissen). Nur zwei dieser Leuchttürme haben einen angebauten Lagerraum.
Der Leuchtturm wurde aus Betonziegeln gebaut und musste aufgrund der Höhe des Geländes nur acht Meter hoch sein. 1919 wurde die Leuchte von Öl auf automatischen Acetylenbetrieb umgestellt und 1920 automatisiert, wobei die Fundamente des Leuchtturmwärterhauses noch heute sichtbar sind. 1974 wurde auf elektrischen Betrieb umgestellt.

## Tourismus

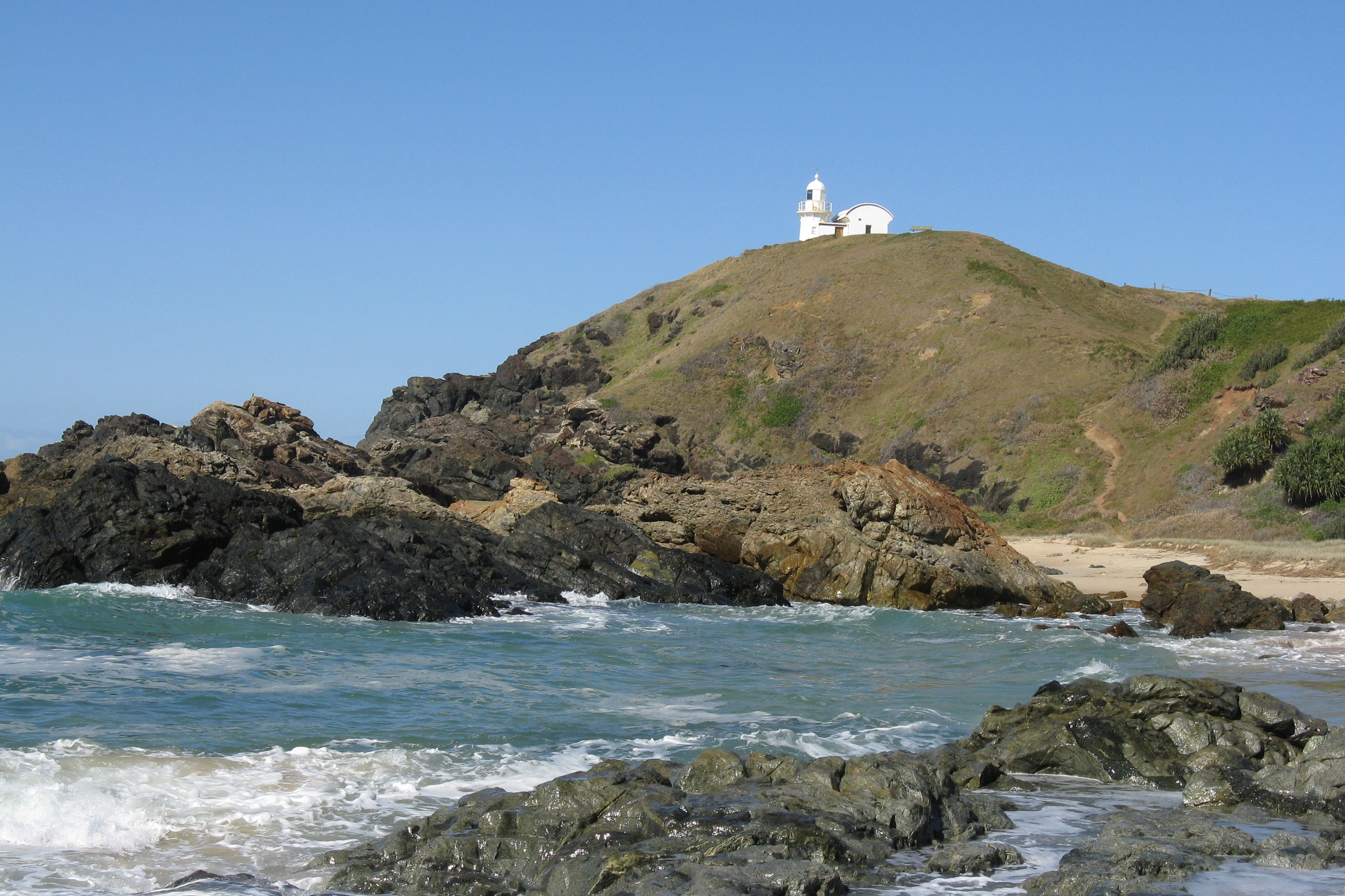
Tacking Point Lighthouse von Miners Beach aus gesehen (2008)

Am Leuchtturm führt ein neun Kilometer langer, vom Port Macquarie-Hastings Council erbauter Küstenwanderweg vorbei, der vom Stadtstrand von Port Macquarie zum Lighthouse Beach südwestlich des Leuchtturms geht. Die Umgebung des Leuchtturms ist ein beliebter Ort zur Walbeobachtung. Das Gebiet wird auch von Surfern geschätzt und es gibt einen Surf Life-Saving Club am benachbarten Lighthouse Beach.